# Zlock
Zecurion Zlock — програмне забезпечення для захисту від витоків конфіденційної інформації, шляхом розмежування прав доступу користувачів до зовнішніх і внутрішніх пристроїв комп'ютера й до локальних та мережевих принтерів. Zecurion Zlock відноситься до сімейства IPC/DLP-систем і дозволяє архівувати надруковані на принтері документи й файли, записані на USB, CD-, DVD-носії та інші пристрої. Випускає даний продукт російська фірма Zecurion (кол. SecurIT).

## Основні можливості
Zlock дозволяє розмежовувати доступ із урахуванням наступних параметрів:
- Користувач або група користувачів, на яких буде діяти політика доступу.
- Група, тип пристроїв або конкретний пристрій (серійний номер, тип пристрою, код виробника, драйвер тощо), до яких буде застосовуватися політика доступу.
- Знаходження комп'ютера в мережі або за її межами.
- Постійний або одноразовий доступ.
- Повний доступ, заборона або доступ тільки на читання.
- Дата та час доступу.
- Архівування друку або запису[1].

### Контрольовані пристрої
- будь-які USB-пристрої флеш-накопичувачі, цифрові камери і аудіоплеєри, кишенькові комп'ютери і т. д.;
- локальні і мережеві принтери;
- внутрішні пристрої — контролери Wi-Fi, Bluetooth, IrDA, мережеві карти та модеми, FDD-, CD — і DVD-дисководи, жорсткі диски;
- порти LPT, COM і IEEE 1394;
- будь-які пристрої, що мають символічне ім'я[1].

## Особливості
- розмежування доступу користувачів та груп користувачів до будь-яких пристроїв і портів введення-виведення;
- створення «білих» списків пристроїв (можна тільки пристрої зі списку, всі інші — заборонені);
- превентивне тіньове копіювання (архівування) всіх записуваних даних і роздруковування документів;
- журналювання всіх дій користувачів із пристроями й з файлами/документами;
- централізоване зберігання і аудит даних тіньового копіювання та журналювання з підтримкою технологій XML, MS SQL, Oracle Database тощо;
- віддалене управління, розгортання і аудит за допомогою власної консолі Zconsole, яка також дозволяє керувати Zgate, Zserver Suite та іншими рішеннями класу IPC;
- віддалене управління і розгортання через групові політики домену;
- підтримка роботи у робочих групах;
- надання тимчасового доступу до будь-якого пристрою для користувачів і комп'ютерів по телефону, коли немає можливості віддаленого підключення;
- постійний моніторинг агентів на робочих станціях;
- захист агентів від відключення звичайними користувачами і контроль їх цілісності;
- побудова графічних і текстових звітів, із можливістю настройки[1].